# Vuelta por un Chile Líder
La Vuelta por un Chile Líder (en sus primeros años Vuelta Líder al Sur) fue una carrera ciclista por etapas disputada en Chile. Creada en 1997, estaba abierta a profesionales desde que se creó el UCI America Tour en 2005 encuadrada en la categoría 2.2. No se organizó más desde el año 2007.

## Palmarés
| Año  | Ganador               | Segundo          | Tercero         |
| ---- | --------------------- | ---------------- | --------------- |
| 1997 | José Medina           |                  |                 |
| 1998 | Pablo González-Castro |                  |                 |
| 1999 | Víctor Garrido        |                  |                 |
| 2000 | Juan-Manuel Fierro    |                  |                 |
| 2001 | Jorge Giacinti        |                  |                 |
| 2002 | Edgardo Simón         |                  |                 |
| 2003 | Marco Arriagada       |                  |                 |
| 2004 | Edgardo Simón         | Andrei Sartassov | Pedro Prieto    |
| 2005 | Edgardo Simón         | Juan Cabrera     | Marco Arriagada |
| 2006 | Andrei Sartassov      | Marco Arriagada  | Jorge Giacinti  |
| 2007 | Jorge Giacinti        | Magno Nazaret    | Walter Pedraza  |

## Palmarés por países
| País      | Victorias |
| --------- | --------- |
| Chile     | 5         |
| Argentina | 5         |
| Rusia     | 1         |